# 27. srpnja
27. srpnja (27. 7.) 208. je dan godine po gregorijanskom kalendaru (209. u prijestupnoj godini).
Do kraja godine ima još 157 dana.

## Događaji
- 1299. – Osnovano Osmansko Carstvo pod vlašću sultana Osmana I.[1]
- 1377. – Radi zaštite od kuge, dubrovačko Veliko vijeće prvo je u Europi odredilo karantenu za putnike.
- 1890. – Vincent van Gogh puca u sebe i umire dva dana kasnije
- 1910. – Ferdinand Budicki prvi u Hrvatskoj položio vozački ispit.
- 1941. – Četnici okrutno ubili hrvatske hodočasnike kod Drvara.
- 1941. – Četnici okrutno ubili hrvatske civile u Bos. Grahovu.
- 1943. – Odlazak prve skupine od 69 dobrovoljaca iz Zapadne Istre u partizane[2]
- 1955. – Saveznici Austriji dali neovisnost
- 1963. godine - čovjek je prvi puta preplivao 200 m za manje od 2 minute: 1:58,8 Don Schollander (USA), u Los Angelesu
- 1970. – S Jave se proširila epidemija kolere u veći dio Azije.
- 1990. – Bjelorusija se odcijepila od SSSR-a
- 1993. – ABiH zauzeo Bugojno. Protjerali su 15.000 hrvatskih civila, a 2.000 zatočili u deset logora u kojima su ih zlostavljali i ubijali. Ne zna se sudbina odvedenih 19 hrvatskih dužnosnika.
- 1996. – u bombaškom napadu u Atlanti na OI poginule 2 osobe

| - 1452. – Ludovico Sforza, milanski vojvoda († 1508.) - 1667. – Johann Bernoulli, švicarski matematičar († 1748.) - 1738. – Daredžan Dadiani, gruzijska kraljica († 1807.) - 1784. – Denis Davidov, ruski ideolog († 1839.) - 1824. – Alexandre Dumas (sin), francuski književnik († 1895.) - 1835. – Giosuè Carducci, talijanski književnik († 1907.) - 1907. – Božo Težak, hrvatski kemičar († 1980.) - 1915. – Feliks Hladnik, kolekcionar i planinar († 2002.) - 1919. – Smiljan Zvonar, hrvatski teolog, svećenik, redovnik i politički zatvorenik († 1960.) - 1832. – Đura Jakšić, srpski pisac i slikar († 1878.) - 1946. – Rade Šerbedžija, filmski, televizijski i kazališni glumac, pjesnik i glazbenik - 1947. – Boris Bradić, hrvatski rukometaš - 1958. – Ljubo Zečević, hrvatski glumac - 1965. – Trifon Ivanov, bugarski nogometaš († 2016.) - 1979. – Miroslav Weiss, makedonski nogometaš - 1983. – Goran Pandev, makedonski nogometaš | - 916. – Klement Ohridski, crkveni pisac, učenik Ćirila i Metoda, širitelj slavenske pismenosti i književnosti. - 1061. – Nikola II., papa - 1276.: Jakov I. Aragonski (r. 1208.), kralj Aragona i Valencije, katalonski knez, grof Barcelone i Urgella, gospodar Montpelliera - 1841. – Mihail Jurjevič Ljermontov, ruski pjesnik (* 1814.) - 1844. – John Dalton, engleski prirodoslovac, kemičar i fizičar (* 1766.) - 1917. – Emil Theodor Kocher, švicarski liječnik, nobelovac (* 1841.) - 1924. – Ferruccio Busoni, talijanski skaldatelj (* 1866.) - 1970. – Antonio de Oliveira Salazar, portugalski političar - 1980. – Mohammed Reza Pahlavi, perzijski šah (* 1919.) - 1981. – William Wyler, američki redatelj (* 1902.) - 1984. – James Mason, britanski glumac (* 1909.) - 1993. – Reggie Lewis, američki košarkap (* 1965.) - 1995. – Miklós Rózsa, mađarski skladatelj (* 1907.) - 2001. – Leon Wilkeson, američki glazbenik (* 1952.) - 2021. – Jakov Radovčić, hrvatski paleontolog (* 1946.) |

## Blagdani i spomendani
- Sveti Panteleon